# Siliana
Siliana (àrab: سليانة, Silyāna) és una ciutat de Tunísia, capital de la governació homònima, situada 127 km al sud-oest de Tunis, a la regió del Tell Superior, a la vora de l'Oued Siliana i de l'embassament d'El Akhmes, construït en aquest riu, al sud de la ciutat. La municipalitat té 24.243 habitants.

## Patrimoni
A 9 km a l'oest hi ha la població de Jama, i prop d'aquesta hi ha les restes de Zama Minor, lloc on es va lliurar la famosa batalla de Zama el 19 d'octubre del 202 aC.

## Economia
La seva economia és agrícola, amb cultiu de cereals, i ramadera, amb producció de llet. El govern ha establert a la ciutat una zona industrial.

## Administració
La ciutat forma una municipalitat o baladiyya, amb codi geogràfic 24 11 (ISO 3166-2:TN-12).
Al mateix temps, està repartida entre dues delegacions o mutamadiyyes, Siliana Nord (codi geogràfic 24 51) i Siliana Sud (24 52), dividides en nou i vuit sectors o imades, respectivament.